# Чемававін 3
Чемававін 3 (англ. Chemawawin 3) — індіанська резервація в Канаді, у провінції Манітоба, у межах невключеної частини переписної області № 19.

## Населення
За даними перепису 2016 року, індіанська резервація нараховувала 15 осіб, показавши зростання на 50,0 %, порівняно з 2011 роком. Середня густина населення становила 0,3 осіб/км².

## Клімат
Середня річна температура становить 0,4 °C, середня максимальна — 21,7 °C, а середня мінімальна — −25,8 °C. Середня річна кількість опадів — 515 мм.
| Клімат поселення                              | Клімат поселення | Клімат поселення | Клімат поселення | Клімат поселення | Клімат поселення | Клімат поселення | Клімат поселення | Клімат поселення | Клімат поселення | Клімат поселення | Клімат поселення | Клімат поселення | Клімат поселення |
| Показник                                      | Січ.             | Лют.             | Бер.             | Квіт.            | Трав.            | Черв.            | Лип.             | Серп.            | Вер.             | Жовт.            | Лист.            | Груд.            |                  |
| Середній максимум, °C                         | −13,92           | −10,14           | −3,37            | 6,45             | 14,27            | 20,47            | 21,67            | 20,54            | 13,83            | 7,09             | −3,24            | −13              |                  |
| Середня температура, °C                       | −19,86           | −16,08           | −9,31            | 0,51             | 8,34             | 14,54            | 18,32            | 17,19            | 10,46            | 3,73             | −6,6             | −16,36           |                  |
| Середній мінімум, °C                          | −25,82           | −22,02           | −15,25           | −5,44            | 2,40             | 8,58             | 14,95            | 13,82            | 7,10             | 0,37             | −9,96            | −19,72           |                  |
| Норма опадів, мм                              | 20               | 15               | 25               | 26               | 46               | 79               | 76               | 71               | 64               | 42               | 28               | 23               |                  |
| Середньомісячна швидкість вітру, м/с          | 3.50             | 3.60             | 3.60             | 3.80             | 3.90             | 3.80             | 3.50             | 3.50             | 3.90             | 4.00             | 3.92             | 3.70             |                  |
| Середньомісячна сонячна радіація, кДж/м²·день | 3652             | 7167             | 12652            | 17599            | 20725            | 21579            | 21198            | 17612            | 11661            | 6683             | 3556             | 2658             |                  |
| --------------------------------------------- | ---------------- | ---------------- | ---------------- | ---------------- | ---------------- | ---------------- | ---------------- | ---------------- | ---------------- | ---------------- | ---------------- | ---------------- | ---------------- |
| Джерело:                                      |                  |                  |                  |                  |                  |                  |                  |                  |                  |                  |                  |                  |                  |